# Skírnismál

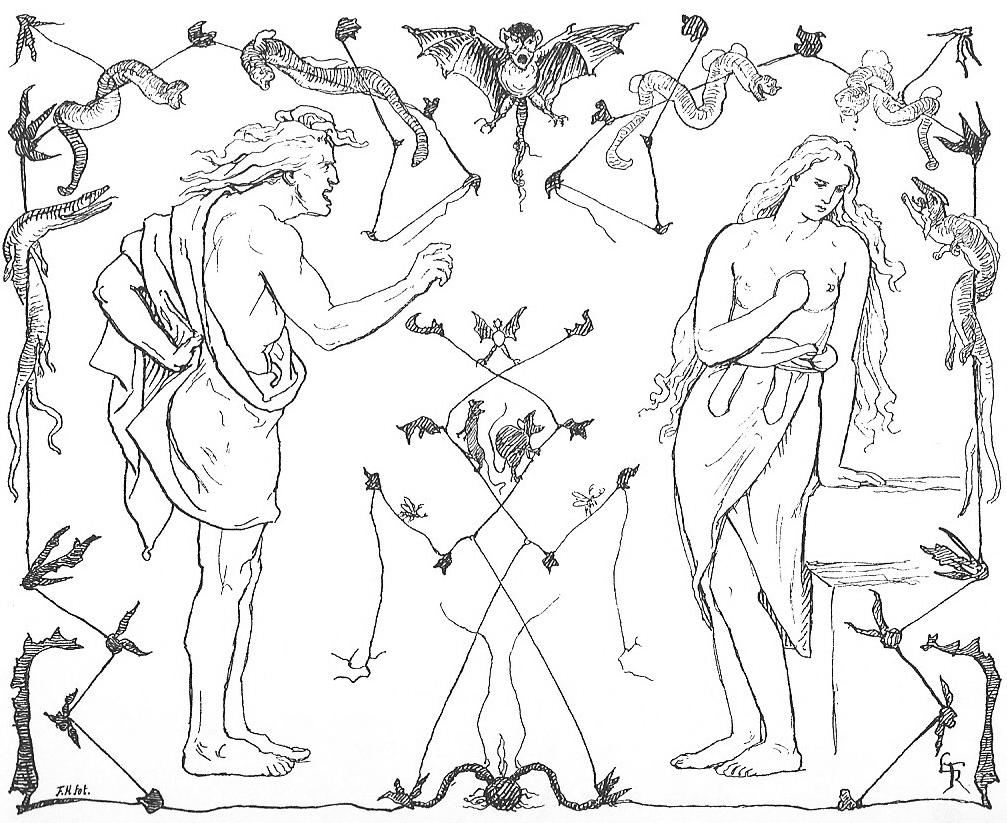
"Skírnir e Gerðr", Lorenz Frølich (1895)

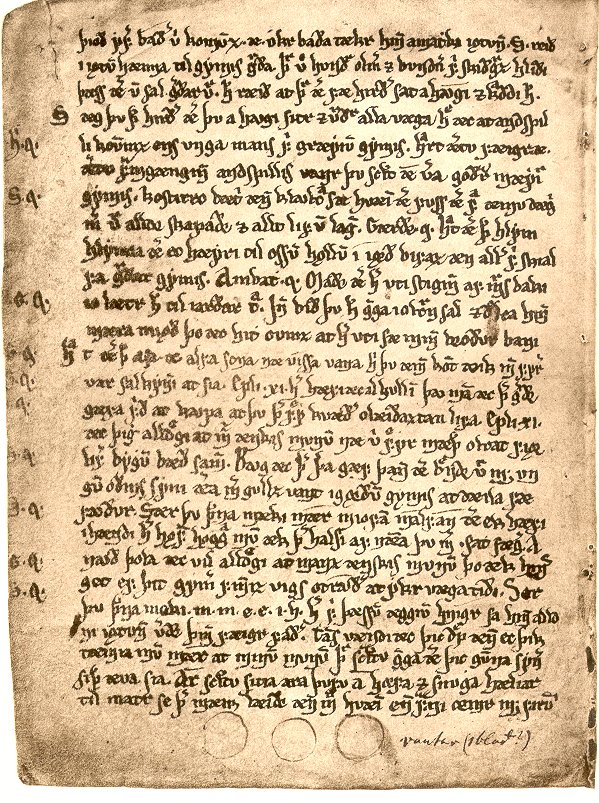
AM 748 I 4^{to}, uno dei due manoscritti che conservano lo Skírnismál, ha note a margine che indicano chi pronuncia ogni verso. Alcuni studiosi ritengono che questa sia una prova che il poema possa essere stato recitato come dramma rituale.

Lo Skírnismál (Discorso di Skírnir) è uno dei poemi che compongono l'Edda poetica. È attualmente conservato nel Codex Regius, il manoscritto del XIII secolo e nell'AM 748 I 4to ma la critica è generalmente d'accordo nel datarlo alla prima metà del X secolo, o forse addirittura intorno al 900, probabilmente in Norvegia. Il prologo e due brevi passi in prosa furono presumibilmente scritti dal compilatore medievale del manoscritto dell'Edda poetica, che sentì la necessità di palesare il contesto della vicenda e fornire alcuni dettagli a chi non avesse familiarità col racconto. Molti studiosi ritengono inoltre che il poema fosse recitato, forse in una sorta di ierogamia.
Gli dèi non compaiono a fornire lunghe esibizioni di sapienza mitologica, ma come protagonisti di una vicenda, una vicenda d'amore. L'argomento è avventuroso: il dio Freyr si è perdutamente innamorato della bella gigantessa Gerðr e il suo servitore Skírnir affronta un lungo e pericoloso viaggio in nome del suo padrone. L'argomento del poema è pertanto il tentativo, da parte di Skírnir di convincere la bella Gerðr a concedersi in moglie a Freyr.
La forma di questo poema è essenzialmente dialogica, ma non in senso stretto; infatti le voci che si susseguono sono più di due.

## Trama
All'inizio, seduto sul trono di Odino, Hliðskjálf, da dove è possibile scrutare tutti i mondi, Freyr vede in Jǫtunheimr una fanciulla così bella e se ne innamora immediatamente, e comincia a desiderarla come sua sposa. Preoccupato per l'umore melanconico del figlio, Njörðr chiede al servo di questi, Skírnir, di indagare, per saperne qualcosa di più. È tuttavia Skaði, nell'incipit del poema, a porre la domanda a Skírnir, il quale dapprima mostra perplessità, infatti teme che Freyr non gradisca la sua invadenza e gli risponda male. Skírnir si rivolge dunque a Freyr, il quale, dopo avergli rivelato del suo innamoramento, gli chiede di andare a chiedere alla gigantessa di concedergli un convegno d'amore.

Segðu þat, Freyr,

fólkvaldi goða,

ok ek vilia vita,

hví þú einn sitr

ennlanga sali,

minn dróttinn, um daga.»

Dimmi questo, Freyr,

condottiero fra gli dèi,

e che io vorrei sapere,

perché tu siedi solo

nella vasta sala,

mio signore, tutti i giorni?»
(Edda poetica - Skírnismál - Il discorso di Skírnir)
Freyr fornisce al messaggero il suo cavallo magico, che sa attraversare magiche barriere di fuoco, ed in ricompensa gli cede la sua spada, che combatte da sola contro i giganti, e Skírnir, intrapresa l'avventura, si rivolge al cavallo incitandolo a compiere il difficile viaggio verso Jötunheimr. 

Myrkt er úti,

mál kveð ek okr fara

úrig fiöll yfir,

þyria þióð yfir;

báðír vit komumk,

eða okr báða tekr

sá inn ámátki iötunn.»

Buio è là fuori,

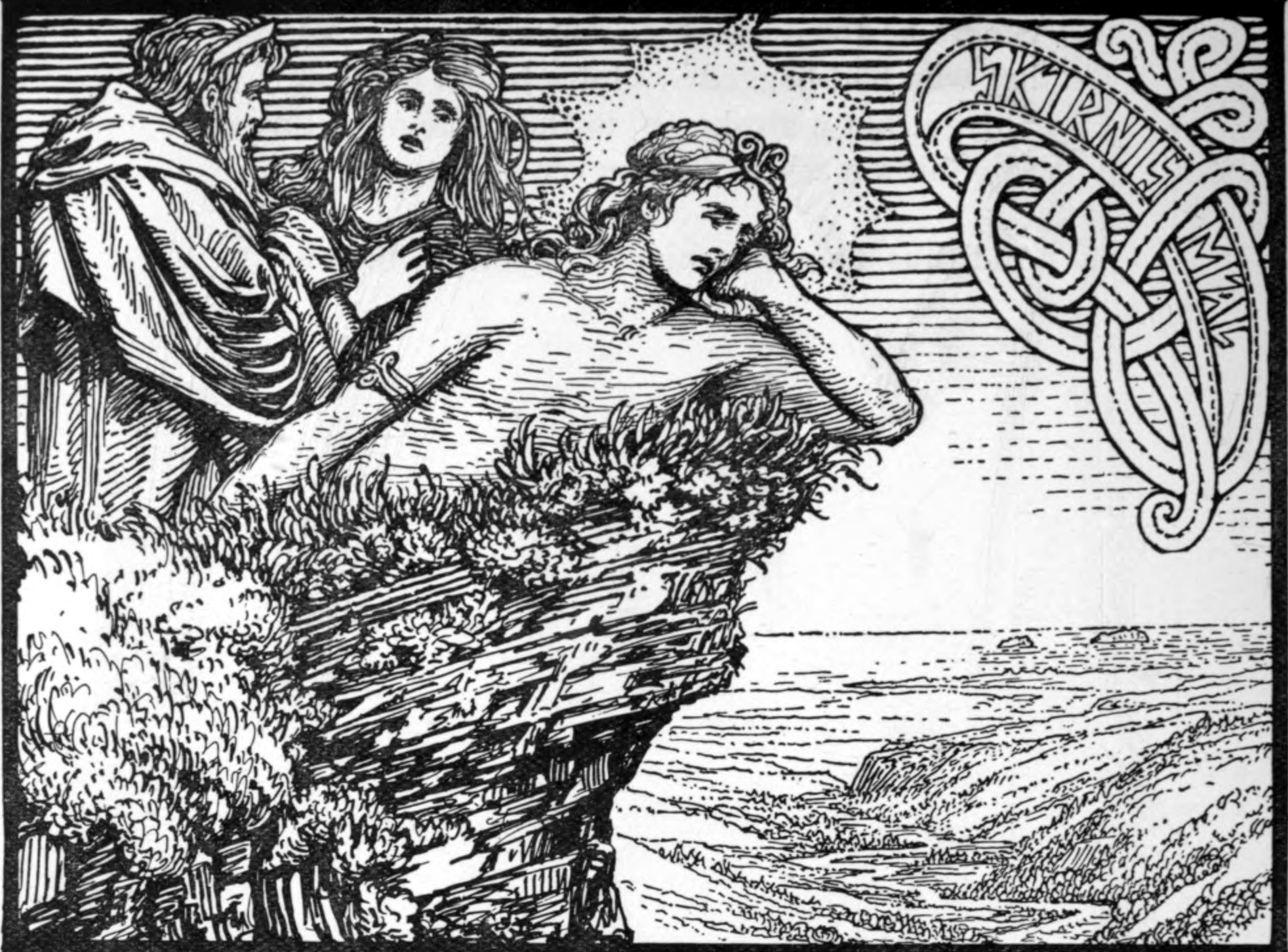
"Le sofferenze d'amore di Freyr", W.G. Collingwood (1908)

è tempo, dico, di metterci in viaggio

attraverso montagne brumose,

attraverso paesi di giganti;

o entrambi passeremo

o ci prenderà entrambi

quel gigante oltremodo possente.»
(Edda poetica - Skírnismál - Il discorso di Skírnir)
Poche righe in prosa narrano il viaggio di Skírnir e l'arrivo alla dimora di Gerðr, vigilata da cani feroci. Un pastore lo sconsiglia di proseguire, ma il messaggero non ascoltandolo giunge presso la casa della graziosa fanciulla.
Gerðr, sentendo un gran frastuono, ne chiede alla serva la causa e quella le risponde che uno straniero è arrivato alla porta; Gerðr lo fa entrare e gli chiede chi sia. Giunto al cospetto di Gerðr, Skírnir cerca di convincerla a concedersi a Freyr. Dapprima la tenta offrendole dei doni: mele d'oro e un anello prezioso, ma, Gerðr rifiuta quanto le viene offerto. Allora Skírnir passa alle minacce: mostra alla fanciulla la spada avuta da Freyr, senza che lei ne sia intimorita. Allora, in un lungo monologo che da solo occupa quasi un quarto del poema, Skírnir descrive a Gerðr il destino di povertà, angoscia e follia che le è riservato se non accetterà le offerte d'amore di Freyr, e pronuncia magiche rune che costringono la fanciulla a cedere alla richiesta.
La ritrosia di Gerðr è vinta: la fanciulla promette di incontrarsi con Freyr entro nove notti. Skírnir, ritornato a casa, riferisce a Freyr la buona notizia, ma il dio consumato d'amore mormora che non sa se potrà resistere per ben nove notti, tanto è possente il suo desiderio.

Löng er nótt,

langar ro tvær,

hvé um þreyiak þriár?

opt mér mánaðr

minni þótti

en siá hálf hýnott.»

Lunga è una notte,

più lunghe sono due,

come potrò reggerne tre?

Spesso un mese

mi è parso più breve

di metà di questa notte d'attesa.»
(Edda poetica - Skírnismál - Il discorso di Skírnir)